# Kaloezjskaja
Kaloezjskaja (Russisch: Калужская uitspraakⓘ) is een station aan de Kaloezjsko-Rizjskaja-lijn van de Moskouse metro. Het station verving op 12 augustus 1974 het provisorium in het depot dat sinds 15 april 1964 het zuidelijke eindpunt van de lijn was.

## Ligging en ontwerp
Het definitieve station werd geopend toen in 1974 de Kaloezjsko-Rizjskaja-lijn verder naar het zuiden werd verlengd. Het ondiep gelegen zuilenstation op 10 meter diepte is ontworpen door de architecten N. I. Demtsjinski en J. A. Kolesnikova. De indeling rond het perron is afgeleid van het standaardontwerp de "duizendpoot". De achtkantige zuilen staan in twee rijen van 26 met een onderlinge afstand van 6 meter en zijn bekleed met roze Baikal marmer. De tunnelwanden zijn betegeld met witte tegels en de vloer bestaat uit grijs graniet. Op een aantal plaatsen zijn de tunnelwanden voorzien van metalen wandpanelen van de hand van de kunstenaars A.A. Leontjeva en M.A. Sjmakova. Het station heeft geen eigen toegangsgebouw maar de verdeelhallen aan beide uiteinden van het perron zijn verbonden met voetgangerstunnels onder de Profsojoeznajastraat. De zuidelijke tunnel ligt bij het Plosjtsjad Akademik Keldysj , de noordelijke ligt tegen de verdeelhal van Vorontsovskaja aan de Grote Ringlijn. 

## Reizigersverkeer
Volgens een telling in maart 2002 passeerden 62.300 reizigers per dag de ingang van het station. In 2004 kwam tv-zender Moscow-24 op 131.000 in en uitstappers per dag terwijl 85.000 reizigers geteld werden bij de bus en trolleybus haltes bij het station. Op even dagen vertrekt de eerste trein richting centrum om 5:51 uur, die naar het zuiden om 5:41 uur. Op oneven werkdagen is dit respectievelijk 6:05 uur en 5:54 uur, op oneven dagen in het weekeinde is dit 6:07 uur respectievelijk 5:52 uur.

## Galerij

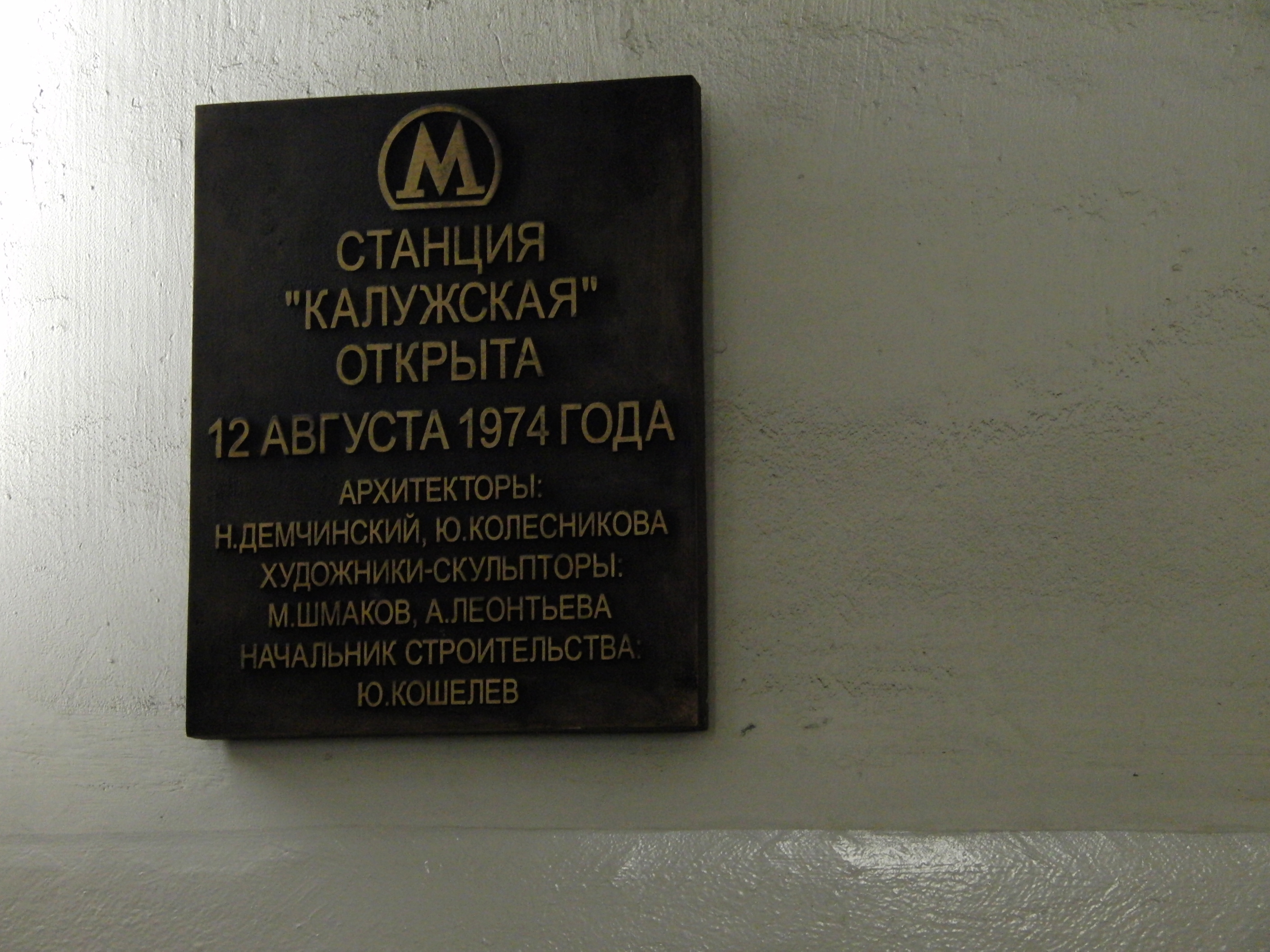
Het officiële naambord
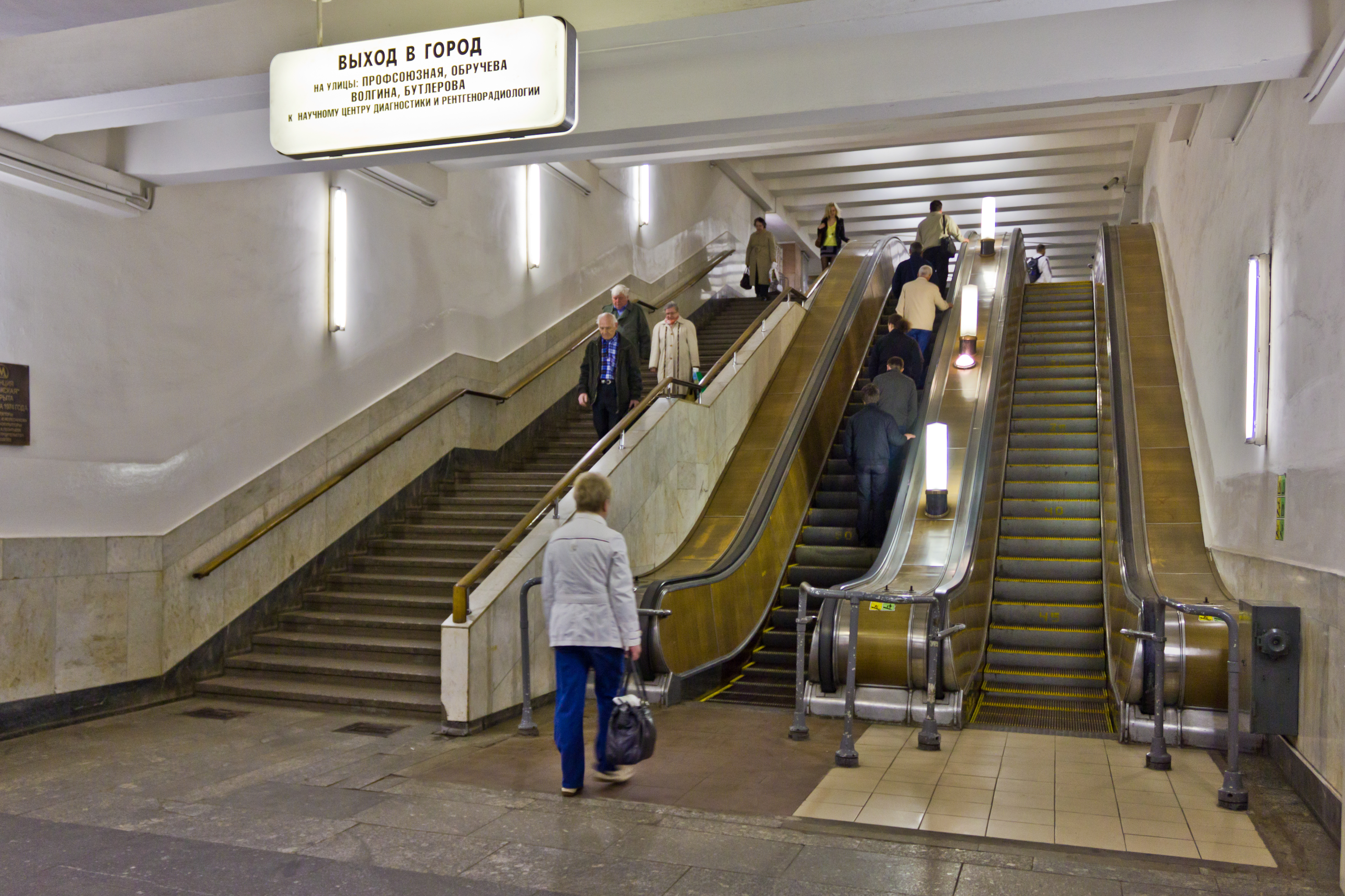
De (rol)trappen
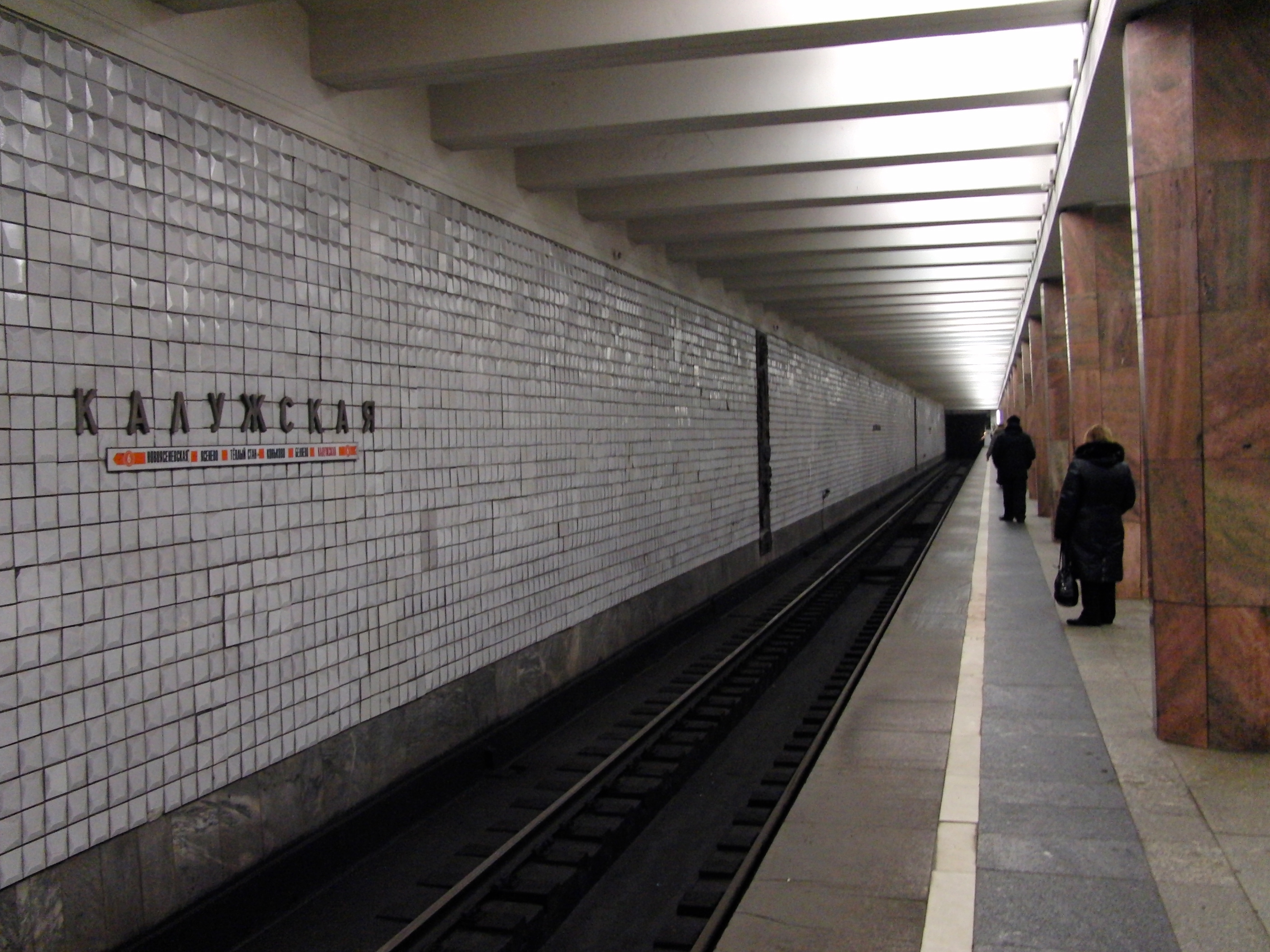
Het perron